# Plan XVII
Plan XVII fue el nombre de un plan de guerra adoptado por el estado mayor militar de Francia en 1913 para ser ejecutado por el Ejército francés en caso de estallar una guerra entre Francia y el Imperio alemán.

## Antecedentes
Después de la derrota del ejército francés en la guerra franco-prusiana de 1870-71, los militares franceses tuvieron que adaptarse a un nuevo equilibrio político en Europa. 
El surgimiento del Imperio Alemán al otro lado del Rin, combinado con la pérdida de las provincias de Alsacia y de Lorena, tuvo el efecto combinado de poner a Francia en una desventaja crítica. 
En 1898, el Estado Mayor francés adoptó el Plan XIV. Considerando la inferioridad numérica en la cual el ejército francés se encontraba en ese entonces, el Plan XIV establecía una estrategia militar puramente defensiva a lo largo de la frontera franco-germana. Había, además, una disparidad creciente en términos del total de la población, pues empezando el siglo XX Francia tenía una población de alrededor de cuarenta millones de habitantes, frente a los cincuenta millones de habitantes del Imperio alemán. Existía además el problema de las "reservas militares" y la rapidez con que éstas podrían sumarse a las operaciones bélicas. 
La guerra de 1870-71 había demostrado no solamente la habilidad del Estado Mayor prusiano para aprovechar por completo la red alemana del ferrocarril para desplegar sus ejércitos de forma rápida y oportuna, sino también su capacidad para movilizar e incorporar a los reservistas en las unidades de primera línea en poco tiempo, lo cual había sorprendido a los jefes militares franceses de 1870.

## Planes ofensivos franceses
Si bien el generalato francés comenzó a aplicar las lecciones aprendidas por la experiencia con respecto al uso adecuado de los ferrocarriles, la cuestión de usar a los reservistas en unidades del frente de batalla no fue resuelta adecuadamente. A inicios del siglo XX casi todos los jefes militares europeos dudaban de la eficacia de los reservistas, que eran tachados como soldados "de bajo nivel" debido a su inexperiencia, mientras que las ideas militares de le época insistían en que la formación de un auténtico soldado profesional demoraba años. Como tal, el Plan XIV consideró la movilización militar francesa pero sin incluir a las reservas. 
En 1903, el Plan XIV abrió el camino para el desarrollo del Plan XV. Mientras que el primero era defensivo y se concentraba en repeler un ataque alemán a través de las Ardenas, el Plan XV consideraba el uso de las formaciones de la reserva, pero solamente en un papel secundario como apoyo al cuerpo principal de ejército.

## Plan XVII

El Plan XVII.

La estrategia militar francesa ofensiva en la Primera Guerra Mundial conocida como Plan XVII fue creada inicialmente por Ferdinand Foch. El plan consistía en utilizar la fuerza bruta y una creencia mística en el espíritu de lucha francés o "élan" que aseguraría una elevadísima moral combativa entre la tropa, juzgando suficiente este sentimiento para asegurar el éxito de las ofensivas. La pérdida de las provincias de Alsacia y Lorena ante el Imperio Alemán en 1871 había creado el sentimiento de revancha francés, siendo uno de los principales objetivos del Plan XVII recobrar dichas provincias. 
El general Joseph Joffre adoptó este plan cuando se desempeñó como comandante en jefe en 1911, fijando el Plan XVII como una herramienta de ofensiva y no simplemente esperar el avance alemán. Para hacer esto, el Plan XVII contemplaba que cuatro ejércitos franceses avanzarían por ambos lados de las localidades de Metz y de Thionville, para atacar el punto central de las fuerzas alemanas y avanzar sobre Lorena para forzar a los alemanes a retomar posiciones defensivas. Esto dejaba solamente un ejército disponible para defender el norte de Francia y la frontera franco-belga, en caso de un eventual ataque alemán atravesando Bélgica. La presencia de un ejército francés en la frontera con Bélgica suponía un avance en comparación al "Plan XV" y al "Plan XVI" que prácticamente habían negado la posibilidad de que tropas germanas cruzaran suelo belga.
Esta idea de descuidar la frontera franco-belga se basaba en que muchos altos oficiales franceses estaban convencidos de que el Imperio alemán nunca invadiría Francia a través de Bélgica, pues esto conduciría a la participación militar británica en el conflicto, recordando que en el Tratado de Londres (1839), el Reino Unido había garantizado la neutralidad e independencia del territorio belga.

## Ejecución en agosto de 1914
Desafortunadamente para Francia, los alemanes aplicaron su Plan Schlieffen, creado específicamente para realizar un ataque masivo a través de Bélgica y alcanzar el norte de Francia para cercar París desde el norte y el este, con el fin de debelar a Francia antes que en el este el Imperio ruso pudiera intervenir militarmente en favor de esta. En parte, los jefes militares alemanes consideraron indispensable infringir la neutralidad belga y dudaban que Gran Bretaña realmente declarase la guerra a Alemania; en este último caso, el Estado Mayor germano esperaba que el Gobierno británico no tendría tropas listas para intervenir de inmediato en suelo francés, y el prepararlas daría más tiempo al ataque alemán.
Cuando la guerra estalló en 1914, la ejecución del Plan XVII terminó en un total fracaso, pues las sucesivas ofensivas francesas habían subestimado el tamaño real de las tropas alemanas, que si bien sufrieron demoras en su avance, lograron repeler todos los contraataques franceses, que además costaron abundantes bajas. La defensa alemana de la Alsacia-Lorena resultó ser más efectiva de lo esperado, y en pocas semanas, las divisiones francesas habían vuelto a sus posiciones de partida; mientras, las alemanas habían avanzado por Bélgica y el norte de Francia casi sin oposición y amenazaban París desde fines de agosto de 1914, según lo previsto en el Plan Schlieffen.
El hecho de que el alto mando alemán tuviera que dividir sus fuerzas (enviando una parte hacia el frente oriental y la otra a llevar a cabo un contraataque fallido en Alsacia-Lorena), permitió que Francia y sus aliados británicos (que habían declarado la guerra al Imperio alemán el  4 de agosto de 1914 tras la invasión de Bélgica, como consecuencia de la garantía de protección otorgada en el Tratado de Londres de 1839) detuvieran el avance alemán en la batalla del Marne de septiembre de 1914.